# Marcal
Marcal – rzeka w północno-zachodnich Węgrzech, prawy dopływ Raby w zlewisku Morza Czarnego. Długość: 100,4 km. 
Źródła na wysokości 240 m n.p.m. w Lesie Bakońskim koło miasteczka Sümeg. Płynie na północ środkiem Małej Niziny Węgierskiej. W dolnym biegu płynie równolegle do Raby, do której uchodzi w mieście Győr. W średnim i dolym biegu zbiera wyłącznie prawe dopływy spływające z Lasu Bakońskiego.

## Galeria

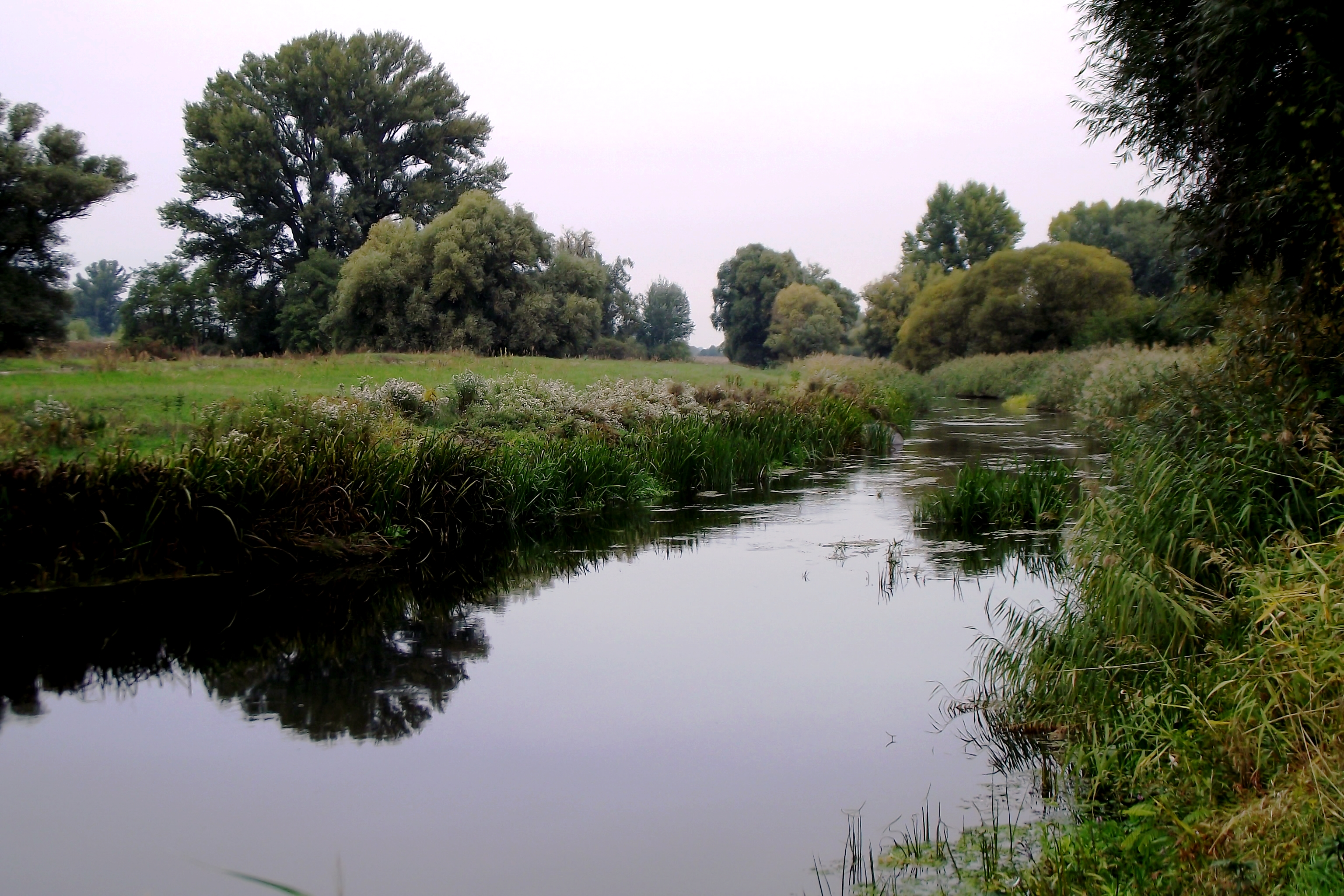
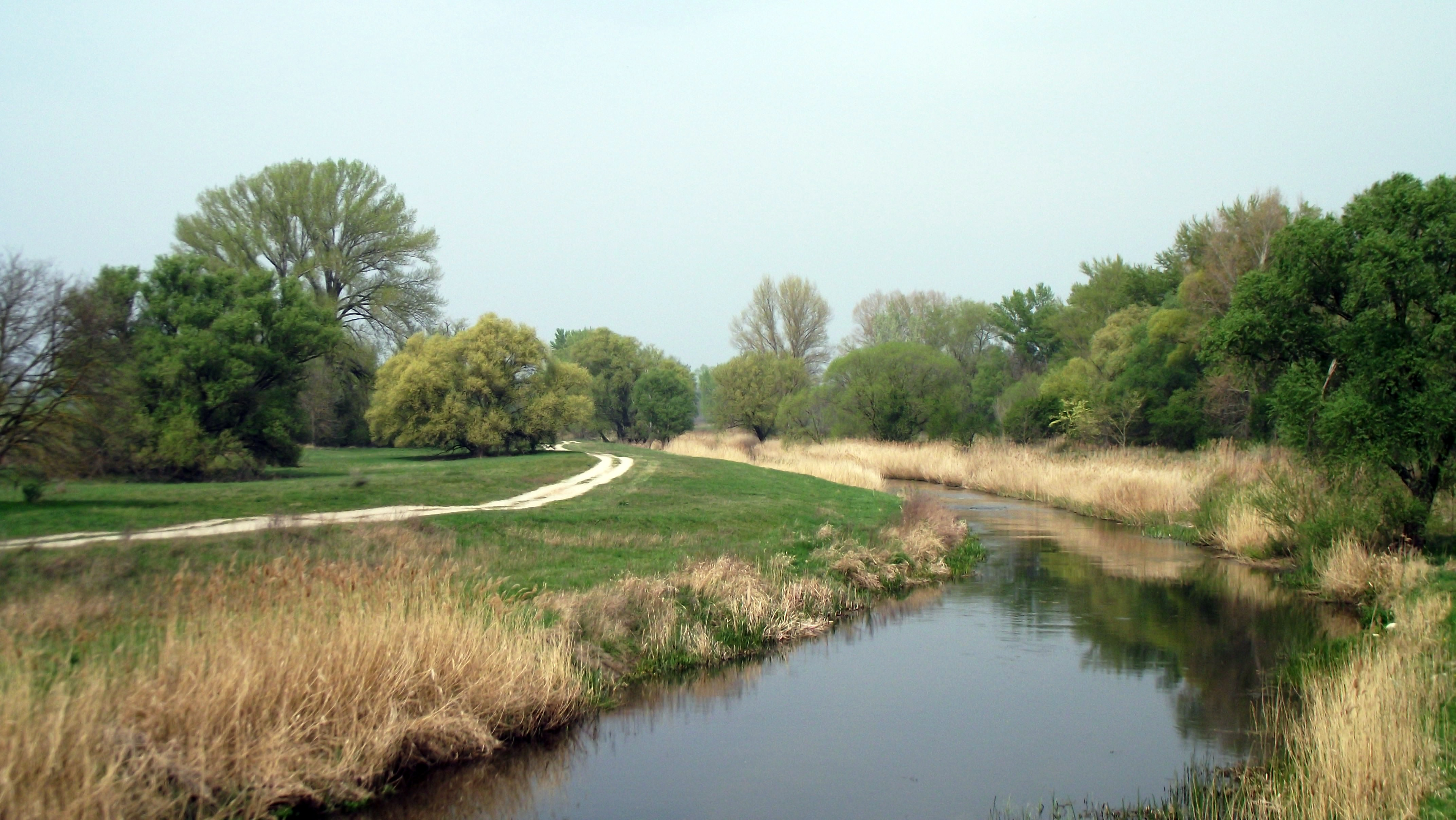
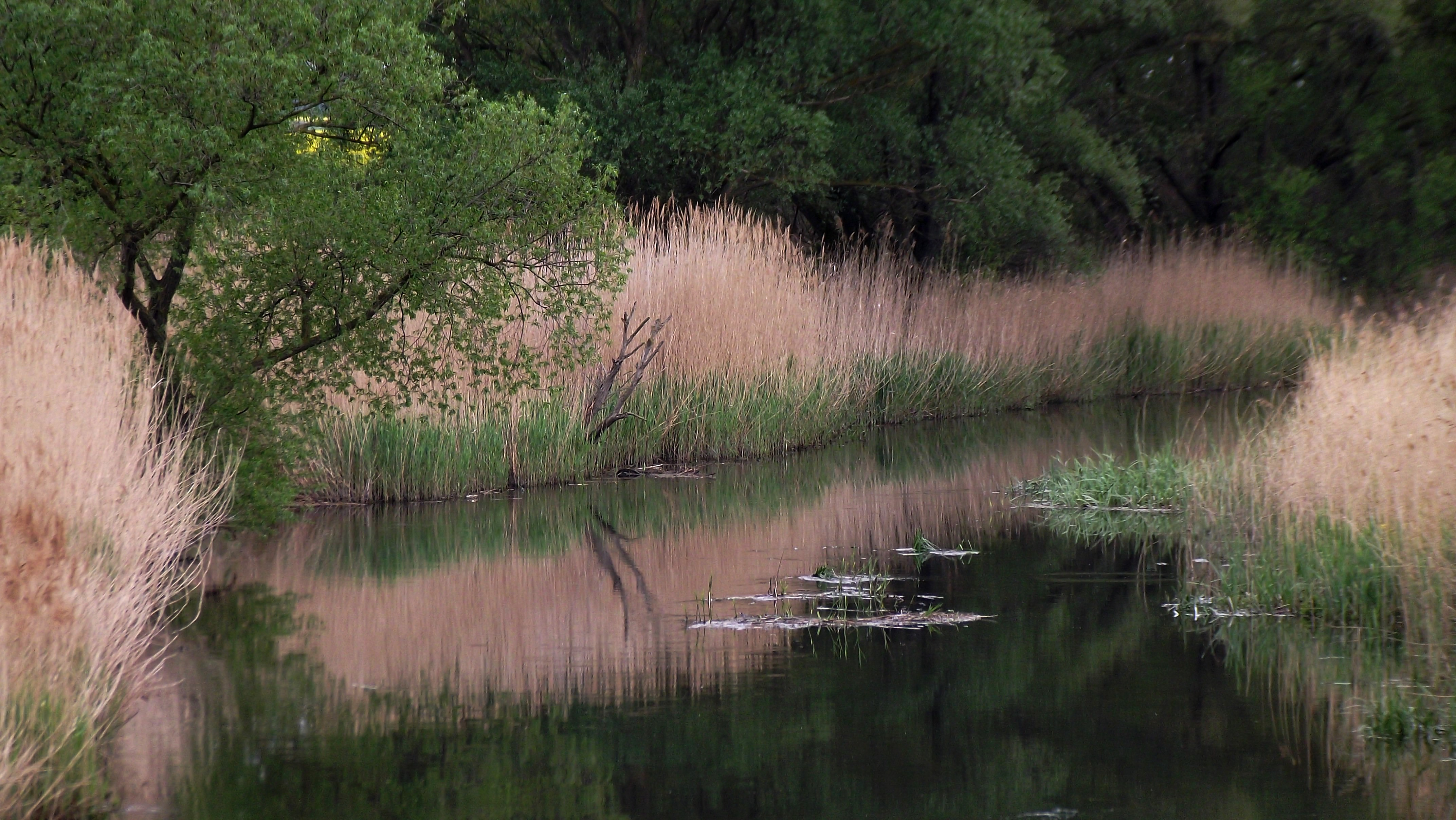
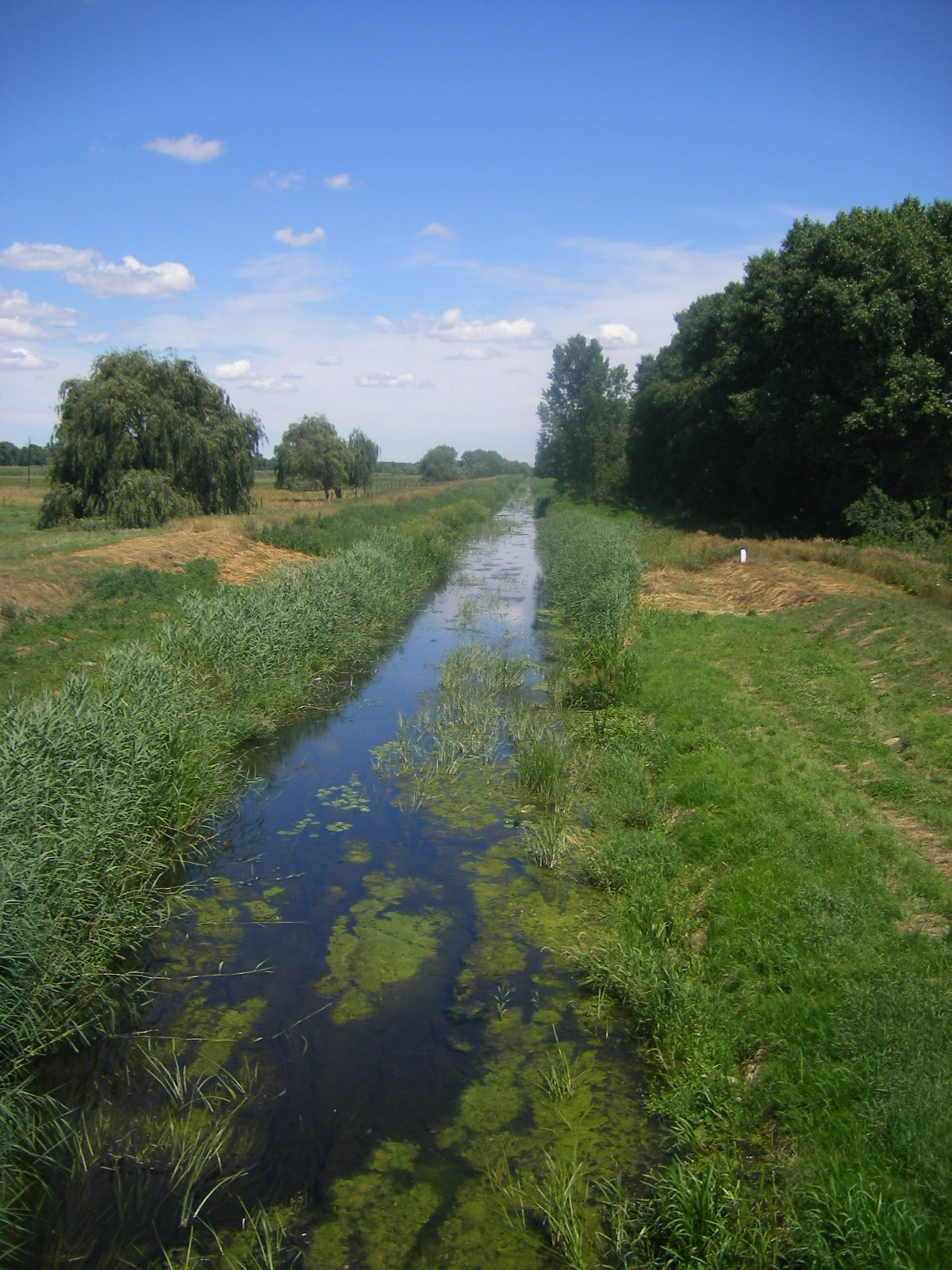
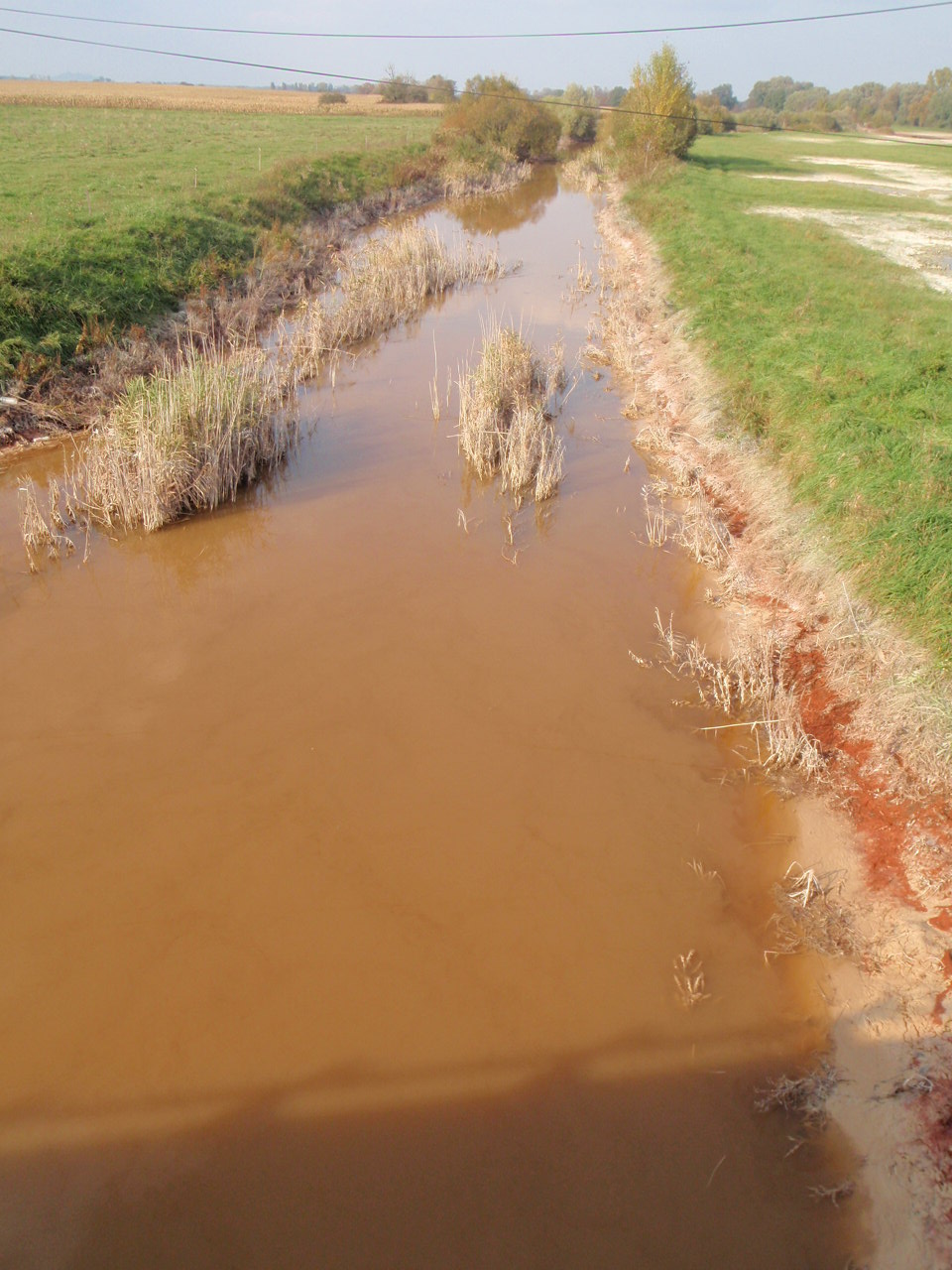